# Православ'я на Філіппінах
Православ'я на Філіппінах відноситься до східної православної присутності на Філіппінах в цілому.

## Історія
Приблизно на початку двадцятого століття грецькі моряки оселилися в місті Легаспі на острові Лусон. Нащадки цих греко-православних моряків зараз нараховують не більше 10 сімей, які зберегли свої грецькі прізвища і багато з яких стали видатними громадськими діячами та інтелектуалами на Філіппінах, зокрема працювали в грецькому консульстві в Манілі. Хоча вони не володіють вільно філіппінською мовою, вони значною мірою відповідальні за відновлення православної присутності на Філіппінах через заохочення новонавернених філіппінців і Грецького православного фонду.
У 1989 році Адамопулос побачив необхідність заснувати першу справжню грецьку православну церкву на Філіппінах і таким чином заснував Hellenic Orthodox Foundation Inc. Хоча він помер у 1993 році до того, як церква була завершена, православний собор був завершений у 1996 році та побудований у справжньому візантійському стилі з усіма внутрішніми меблями, імпортованими з Греції, і є домом для приблизно 520 філіппінських православних і 40 емігрантів. Розташований собор у місті Параньяке. Цей собор був освячений Святішим Вселенським Патріархом Варфоломієм 5 березня 2000 року.
20 квітня 1990 року філіппінський ієромонах о. Вінкентій Ескарха (колишній бенедиктинський абат і римо-католицький священик понад 20 років у Бахаді, Катайнган, острів Масбате) разом із чотирма монахинями та вірними членами його громади були прийняті до Православної Церкви Митрополитом Діонісієм Греко-Православної Церкви. 19 січня 1994 року митрополит Діонісій у співслужінні єпископа Сотирія прийняв миропомазання кількох філіппінських християн у Манілі.
Відтоді інші автокефальні східно-православні церкви встановили свою присутність на Філіппінах, зокрема на Мінданао. Поряд з місцевою грецькою громадою тут проводить богослужіння невелика громада сербів і росіян, які проживають на Філіппінах.
За оцінками, в країні проживає 200 000 православних християн. Належать до Московського патріархату, Антіохійського патріархату та до Константинопольської православної церкви.